# Żwingi
Żwingi (także Zwingi) (lit. Žvingiai) – miasteczko na Litwie, położone w okręgu tauroskim w rejonie szyłelskim, 6 km na południe od Pojurza nad rzeką Jurą, 231 mieszkańców (2001).
Znajduje się tu kościół katolicki i szkoła. 
Od 2009 roku miasteczko posiada własny herb nadany dekretem 1K-1751 prezydenta Republiki Litewskiej, choć znany jest wizerunek herbu miasteczka z 1792 roku.